# Amapola
Amapola és una pel·lícula espanyola en blanc i negre, muda, dirigida per José Martín i protagonitzada per Alfredo Hurtado, famós com ‘Pitusín’, un antecessor dels nens prodigi del cinema espanyol.
Abans de la seva estrena es va difondre el títol alternatiu: ‘'Amapola, la gitana’'. Després de moltes dificultats, va acabar estrenant-se a la Sala d'Actes de la Casa del Pueblo el 24 d'abril de 1926.

## Argument
Basada en llegendes populars.

## Escenaris de rodatge
Granada; Sierra Nevada; província de Màlaga.